# Jessi Combs
Jessica Combs, née le 27 juillet 1980 et morte le 27 août 2019, est une pilote professionnelle américaine, une personnalité de la télévision et une chaudronnière. Elle établit un record de vitesse terrestre dans la catégorie féminine (quatre roues) en 2013, avant de battre son propre record en 2016. Elle est connue comme « la femme la plus rapide sur quatre roues ».

## Enfance et éducation
Combs est née à Rockerville, dans le Dakota du Sud, le 27 juillet 1980, fille de Jamie Combs et Nina Darrington,. La famille a déménagé à Piedmont, dans le Dakota du Sud, quand elle avait deux ans. Elle a deux frères et sœurs, Kelly Combs et Danielle Theis, et trois demi-frères et demi-sœurs, Rebekah Hall, Arielle Hall, et Austin Darrington. L'arrière-grand-mère de Combs était Nina DeBow, une pianiste de jazz qui faisait la course avec les Stanley Steamers.
Elle est diplômée de la Stevens High School en 1998 et de WyoTech en 2004, où elle a suivi le programme de base de collision et de finition, les programmes Street Rod Fabrication et Custom Fabrication, et High-Performance Powertrain.

## Carrière télévisuelle
Elle coanime l'émission Xtreme 4x4 sur Spike TV pendant plus de 90 épisodes de 2005 à 2009.
En 2009, elle participe à 12 épisodes de la 7e saison des MythBusters pendant que Kari Byron était en congé de maternité. Ella également participé à l'émission Overhaulin,. En 2001, The List : 1001 Car Things To Do Before You Die, All Girls Garage.
En 2018, Combs apparaît dans un épisode de Jay Leno's Garage en tant que conducteur invité par Jay Leno d'une Bugatti Chiron.

## Record de vitesse terrestre
En 2013, Jessica Combs établit un record de vitesse terrestre dans la catégorie féminine (quatre roues) et bat son propre record en 2016, consolidant son surnom de « la femme la plus rapide sur quatre roues ».

## Décès et reconnaissance posthume
Combs meurt après s'être écrasée dans le désert d'Alvord, dans le sud-est de l'Oregon, alors qu'elle tentait de battre son record de vitesse sur quatre roues,,. L'accident a été causé par la défaillance d'une roue avant, probablement après avoir heurté un objet dans le désert, ce qui a provoqué l'effondrement de la roue avant à une vitesse proche de 842 km/h (523 mph). La cause officielle du décès a été déterminée comme étant un « traumatisme crânien par objet contondant » survenu avant l'incendie qui a embrasé le véhicule de course après l'accident.
Le Guinness World Records lui a décerné à titre posthume le record du monde féminin de vitesse sur terre en juin 2020,.